# Dictyanthus asper
Dictyanthus asper là một loài thực vật có hoa trong họ La bố ma. Loài này được (Mill.) W.D.Stevens mô tả khoa học đầu tiên năm 1999.